# Krępiel
Krępiel (pot. Krąpiel) – rzeka w północno-zachodniej Polsce, w województwie zachodniopomorskim, prawy dopływ Iny o długości 70 km. W całości płynie w powiecie stargardzkim. 
Odcinek doliny Powyżej Stargardu, niedaleko ujścia do Iny jest objęty specjalnym obszarem ochrony siedlisk Dolina Krąpieli (obszar Natura 2000). Wśród znaczących dopływów m.in. Krępa i Pęzinka. Nad rzeką leżą Chociwel, Sułkowo i Pęzino.
W wyniku oceny stanu wód Krępieli z 2010 wykonanej w punkcie ujścia do Iny określono II klasę elementów biologicznych, elementy fizykochemiczne poniżej potencjału dobrego oraz umiarkowany potencjał ekologiczny.
Nazwę Krępiel wprowadzono urzędowo w 1949 roku, zastępując poprzednią niemiecką nazwę Krampehl.